# Kettenis
Kettenis is een dorp en een deelgemeente in de Duitstalige Belgische gemeente Eupen. Kettenis was tot 1977 een zelfstandige gemeente.

## Geschiedenis
Tot de opheffing van het hertogdom Limburg hoorde Kettenis tot de Limburgse hoogbank Walhorn. Net als de rest van het hertogdom werd Kettenis bij de annexatie van de Zuidelijke Nederlanden door de Franse Republiek in 1795 opgenomen in het toen gevormde departement Ourthe.
In 1815 werd Kettenis Pruisisch en in 1920 kwam het aan België. Vanaf 1977 is Kettenis een deelgemeente van Eupen.

## Demografische ontwikkeling
- Bronnen:NIS, Opm:1930 tot en met 1970=volkstellingen, 1976 inwoneraantal op 31 december

## Bezienswaardigheden

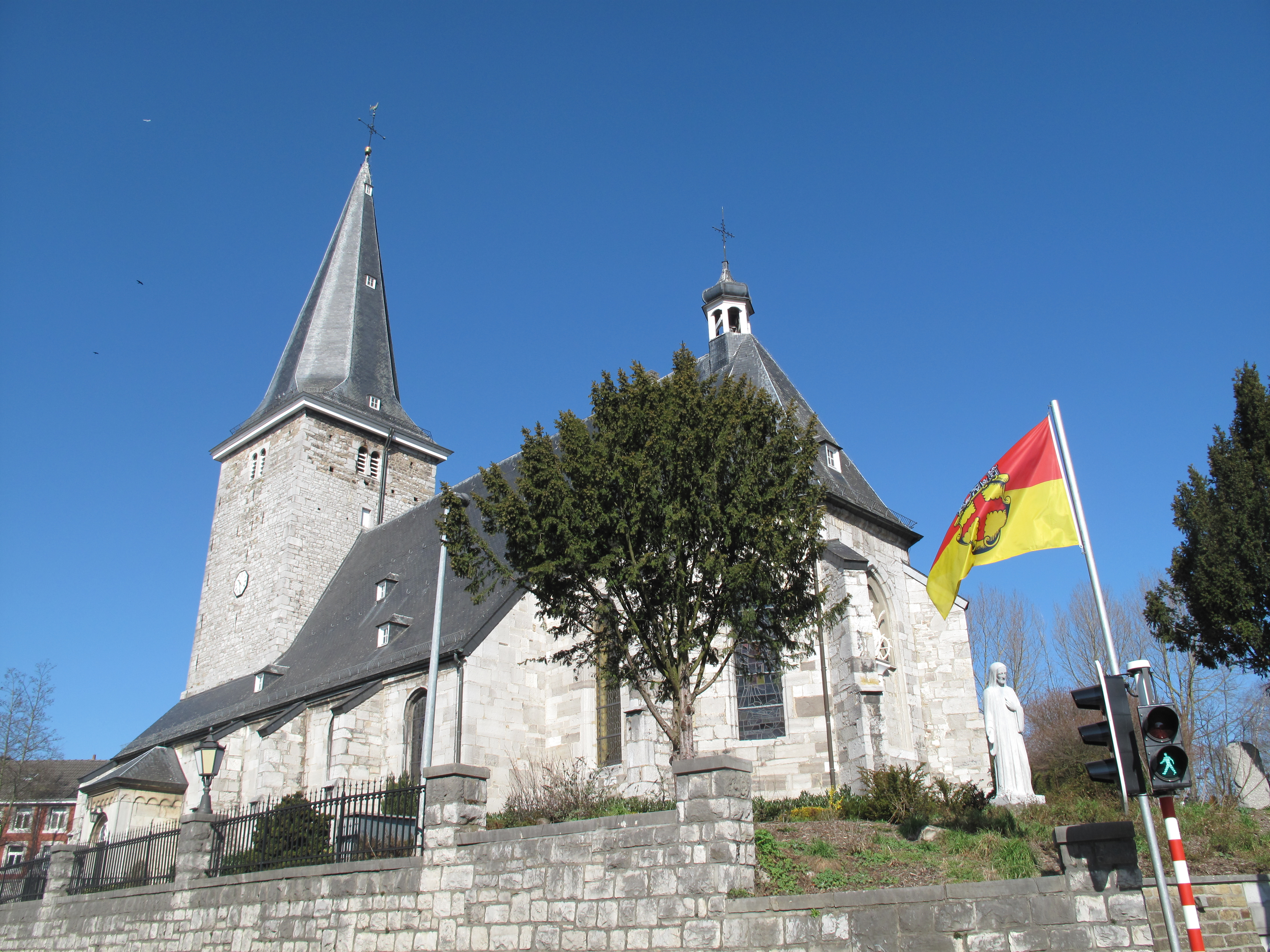
Sint-Catharinakerk

- Sint-Catharinakerk
- Kasteel Libermé
- Waldenburghaus
- Kasteel Weims
- Kasteel Thal

## Natuur en landschap
Kettenis ligt nabij het uitgestrekte  Hertogenwoud op een hoogte van ongeveer 300 meter. Ten oosten van Kettenis loopt de Schimmericherbach, welke in zuidwestelijke richting naar de Vesder loopt.

## Taal
Kettenis maakt deel uit van de Duitstalige Gemeenschap. Naast het Hoogduits, dat in het onderwijs, het bestuur en de kerk wordt gehanteerd, wordt ook het Platdiets gebezigd, terwijl de gemeente Eupen tevens een faciliteitengemeente is voor de Franstalige Gemeenschap.

## Nabijgelegen kernen
Eupen, Walhorn, Eynatten, Raeren
Deelgemeenten: Eupen · Kettenis

Overige kernen: Gemehret · Nispert · Rothfeld · Stockem · Ternell

Belgische gemeenten · Duitstalige Gemeenschap · Arrondissement Verviers · Luik · Wallonië